# Framlev Sogn
Framlev Sogn er et sogn i Århus Vestre Provsti (Århus Stift).
I 1800-tallet var Framlev Sogn anneks til Harlev Sogn. Begge sogne hørte til Framlev Herred i Aarhus Amt. Harlev-Framlev sognekommune blev ved kommunalreformen i 1970 indlemmet i Aarhus Kommune.

## Framlev Kirke
I Framlev Sogn ligger Framlev Kirke, en romansk kirke i rå granit og frådsten. Tårn og våbenhus er fra senmiddelalderen. Der er billedkvadre med mand båret på stang af to harer, kalkmaleri fra ca. 1250 med Jomfru Maria, altertavle fra 1590 og romansk granitdøbefont.

## Stednavne
I Framlev Sogn findes følgende autoriserede stednavne:
- Borumbro (bebyggelse)
- Brandmandshøj (bakke) – (også i Skanderborg Kommune)
- Bøgebakke (areal)
- Framlev (bebyggelse, ejerlav)
- Framlev Korsvej (bebyggelse)
- Gammelmose (bebyggelse)
- Højby Mark (bebyggelse, ejerlav)
- Hørslev (bebyggelse, ejerlav)
- Hørslevbol (bebyggelse)
- Hørslev Gårde (bebyggelse, ejerlav)
- Labing (bebyggelse, ejerlav)
- Lille Labing (bebyggelse)
- Lillering (bebyggelse, ejerlav)
- Lillering Mark (bebyggelse)
- Lillering Skov (areal)
- Næshøjparken (bebyggelse)
- Snåstrup (bebyggelse)
- Tåstrup Sø (vandareal)
- Vorgårde (bebyggelse)

## Labing Mølle
Ligger smukt i dalen ved Lyngbygård Å lige neden for Lyngbygård. Nævnes allerede i 1385; blev i 1587 forlenet til Christen Munk til Gjessinggård. I 1613 blev den lagt til Skanderborg Rytterdistrikt. Senere er den kommet under Lyngbygård. Møllen brændte i 1827. Det nuværende møllehus er opført i 1907 og har leveret strøm til Lyngbygård, ligesom der har været savskæreri. Ved broen blev der i starten af 1800-tallet opkrævet bropenge (se ÅSÅ 1913 s 40). Der står en vildtbanesten med Frederik 5.s navnetræk og bogstaverne SD WB ANNO 1756. Denne har også været brugt som ankersten for vejbommen.

## Snaastrup Mølle
Ligger ved Lyngbygård Å. Var oprindeligt en stampemølle under Øm Kloster (1385). Efter reformationen blev den givet til Gjessinggård, men er senere kommet tilbage til kronen. Brændt i 1602, men genopbygget med hjælp fra lensmanden, som skulle skaffe tømmer. Kom senere under rytterdistriktet. Brændte igen i 1902 og blev atter genopført, denne gang i røde mursten.

## Kannikemølle
Ligger ved Lyngbygård Å lidt syd for hovedvejen. Her fandtes indtil 1854 en bro kaldet Kannikemøllebroen. Den nævnes 1587 som ny. Vejen er senere betegnet som Søndre Ryvej.